# Szolokma
Szolokma (románul Solocma) falu Romániában Maros megyében.

## Fekvése
A falu Erdőszentgyörgytől 13 km-re északkeletre, községközpontjától Makfalvától keletre 8,5 km-re a Siklódi és a Szép-patak egyesülésénél az azonos nevű patak völgyében fekszik.

## Nevének eredete
Nevét a Szolokma-patakról, az pedig a Szolokma-bércről nyerte.

## Története
Ősidők óta lakott hely. A Bakó-vára nevű helyen régi cserépdarabok kerültek elő. 1567-ben Zolokma néven említik először. 1910-ben 690, többségben református lakosa volt. A trianoni békeszerződésig Udvarhely vármegye Parajdi járásához tartozott. 1992-ben 439 lakosából 437 magyar volt.

## Mezőgazdasága
A faluban jórészt a mezőgazdaság különböző ágaival foglalkoznak, általában saját fogyasztásra termelnek. Tehéntenyésztés, lótenyésztés, szárnyasok tenyésztése, méhészet jellemző. Az állattartás mellett általában földművelést is végeznek, konyhakertekben a legkülönbözőbb zöldségeket, gyümölcsöket termesztik. Földeken is termesztenek, főleg gyümölcsöket, kukoricát, búzát, illetve háziállatok számára, főleg szénát készítenek.

## Látnivalók
Református temploma 1808 és 1815 között épült, 1889-ben, 1973-ban és 1986-ban renoválták. A falu maga is látnivaló, rengeteg 20. század eleji ház van. Szép a táj is, hiszen a falucska völgyben fekszik, erdőkkel, mezőkkel körülötte. A vadvilág és a friss levegő lenyűgöző, a víz tiszta.
Falumúzeum: alapította Nemes Dénes, eleinte csak hobbiból kezdte összegyűjteni a faluból a régiségeket. Először egy szoba volt rászánva de a végére már az egész ház. A múzeum folyamatosan bővül, de 2021 óta látogatható szinte állandóan, belépve az ember szinte 100 évet megy vissza az időben: megtekintheti, miképp nézett ki akkor egy háztájék, mivel foglalkoztak az emberek és hogy mi mindent el tudtak készíteni otthon fából, azt is, amit most az üzletből vásárolunk.[forrás?]